# Ruth Harriet Louise
Pour les articles homonymes, voir Louise.
Ruth Harriet Louise (née Ruth Goldstein le 13 janvier 1903 à New York – morte le 12 octobre 1940) est une photographe américaine, la première à Hollywood. Elle était responsable des portraits à la Metro-Goldwyn-Mayer de 1925 à 1930.

## Biographie
Fille d'un rabbin, Ruth Harriet Louise a grandi à New Brunswick dans le New Jersey et est la sœur de Mark Sandrich, qui deviendra réalisateur, producteur et scénariste (elle est aussi la cousine de l'actrice Carmel Myers). Se sentant d'abord attirée par les beaux arts, c'est Nickolas Muray qui lui donna envie de faire de la photographie et d'ouvrir en 1922 son studio à Trenton sous le nom de Ruth Harriet Louise.
Par l'intermédiaire de son frère, elle réussit à intégrer la Metro-Goldwyn-Mayer où elle devint la première femme à être photographe. Elle devint ensuite responsable des portraitistes au cours de l'été 1925, alors qu'elle n'avait que 22 ans. Durant cette carrière qui ne dura que 5 années, on estime qu'elle prit plus de 100 000 photos et on la considère comme une égale de George Hurrell dans la photographie glamour. Elle quitta la MGM en 1930 et se maria avec Leigh Jason, scénariste, producteur et réalisateur. Elle mourut en 1940 des suites d'une grossesse.

## Portraits

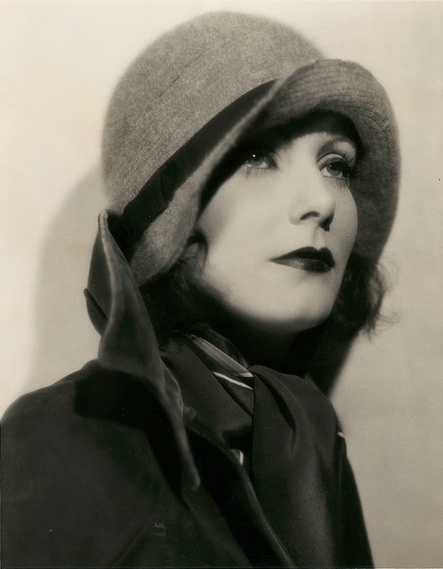
Greta Garbo
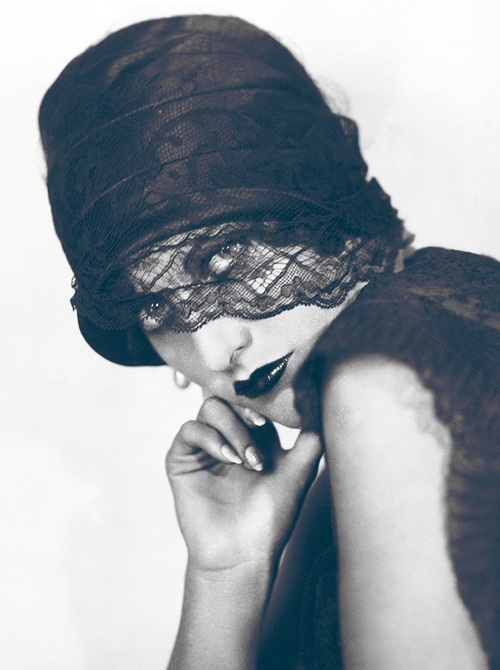
Joan Crawford
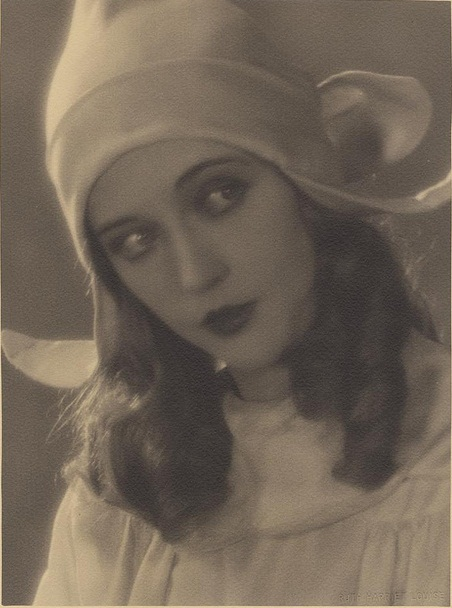
Marion Davies
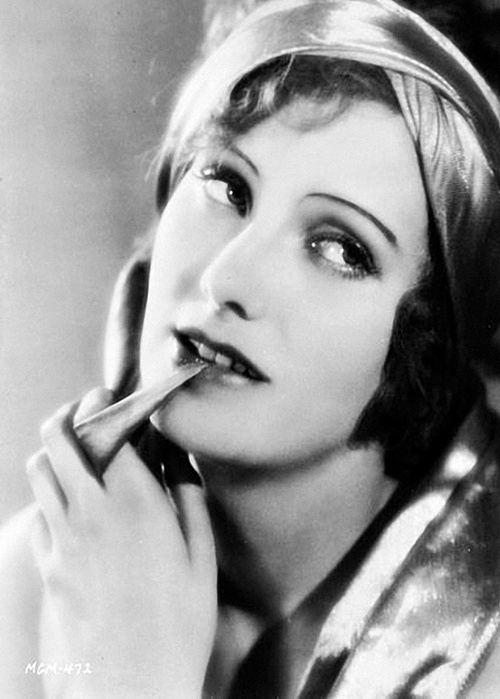
Greta Garbo
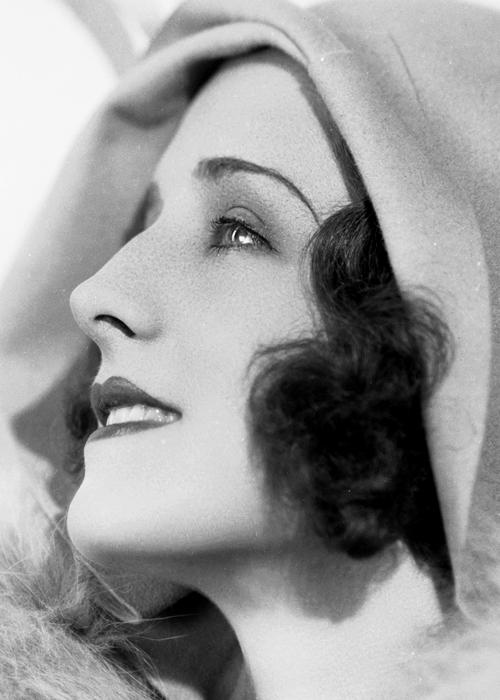
Norma Shearer
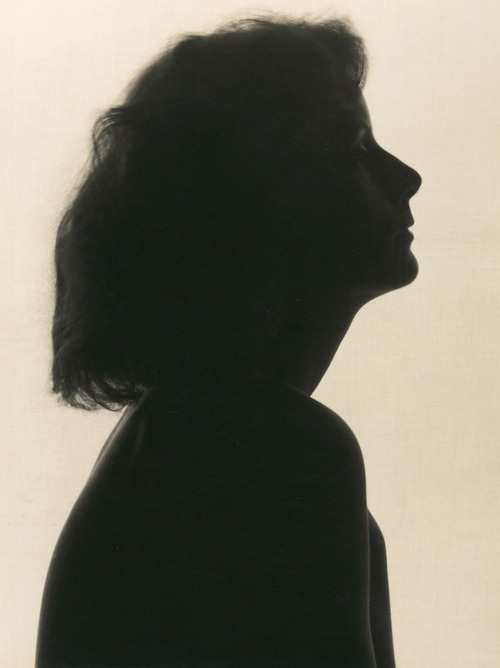
Greta Garbo
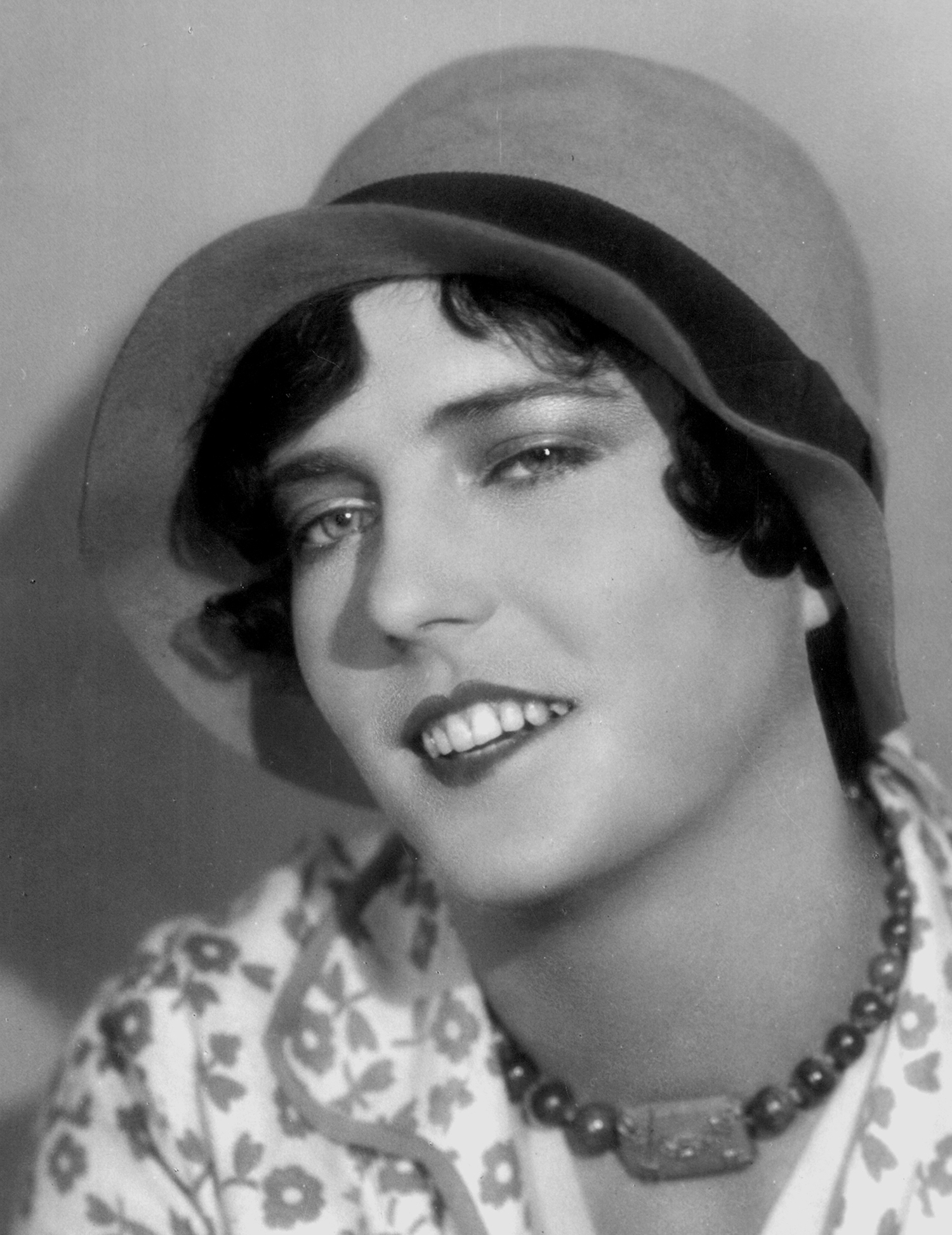
Pepi Lederer

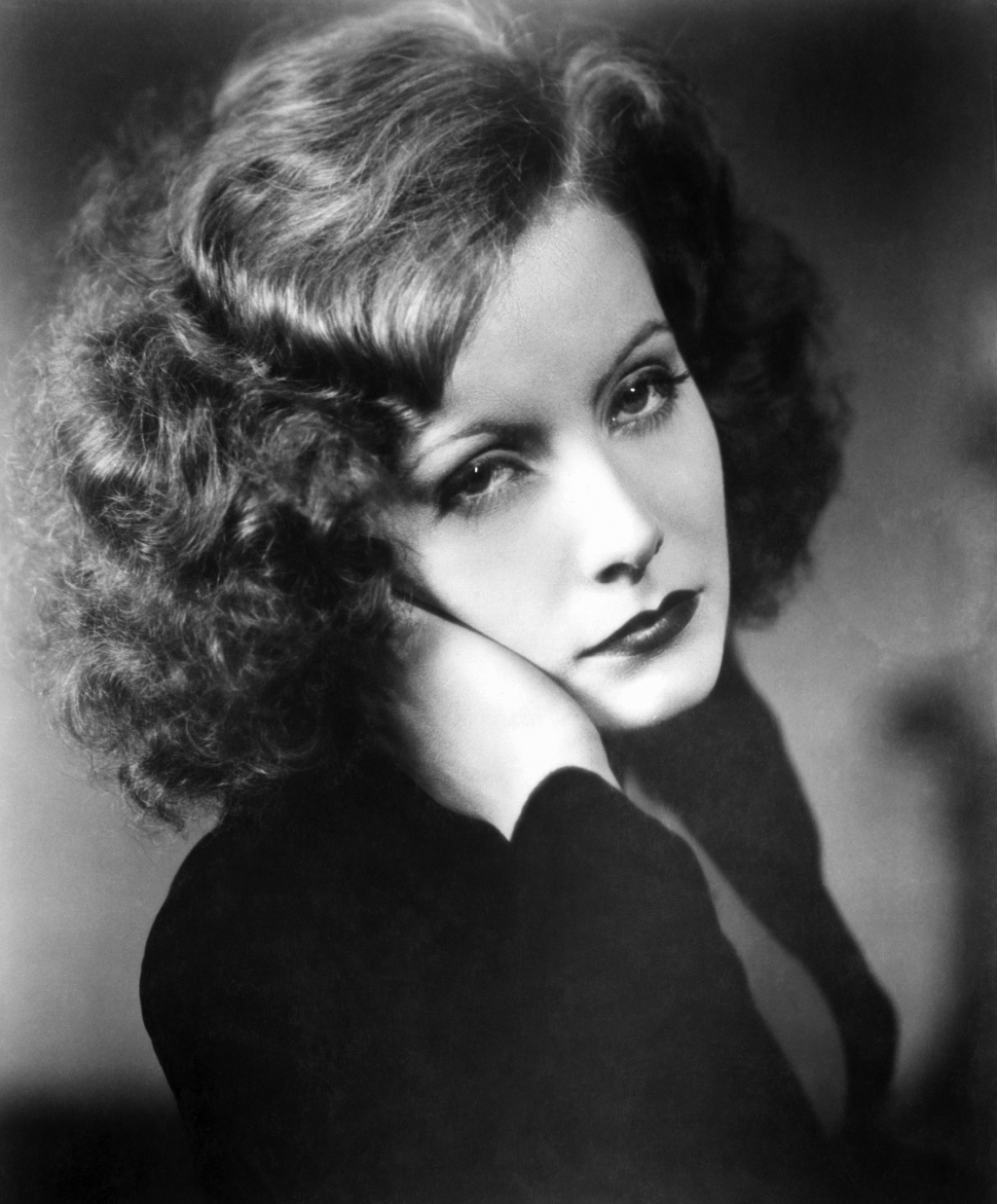
Greta Garbo
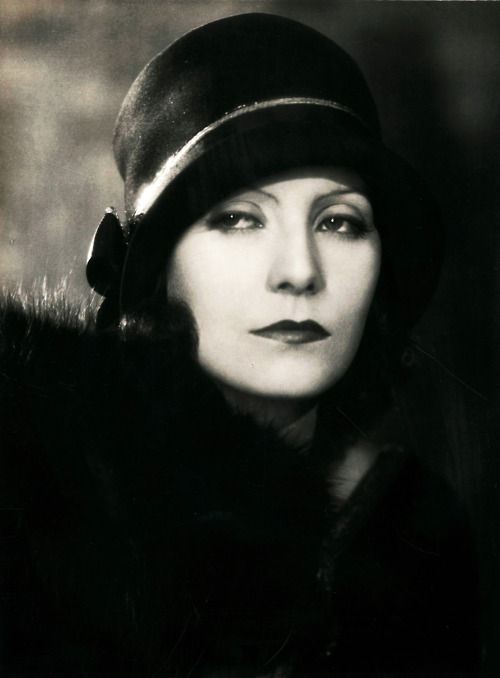
Greta Garbo
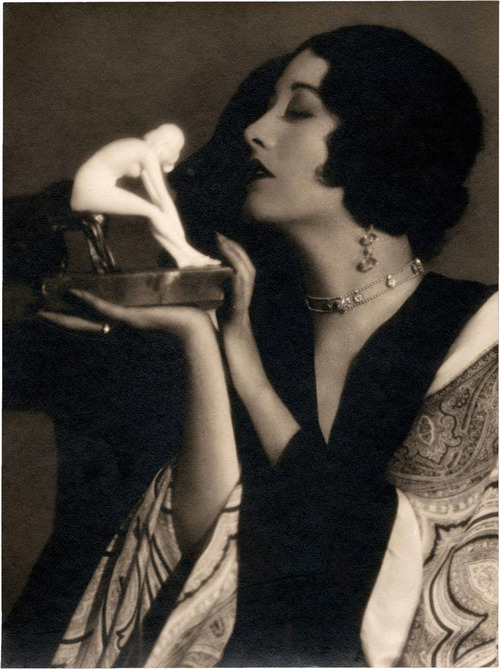
Joan Crawford
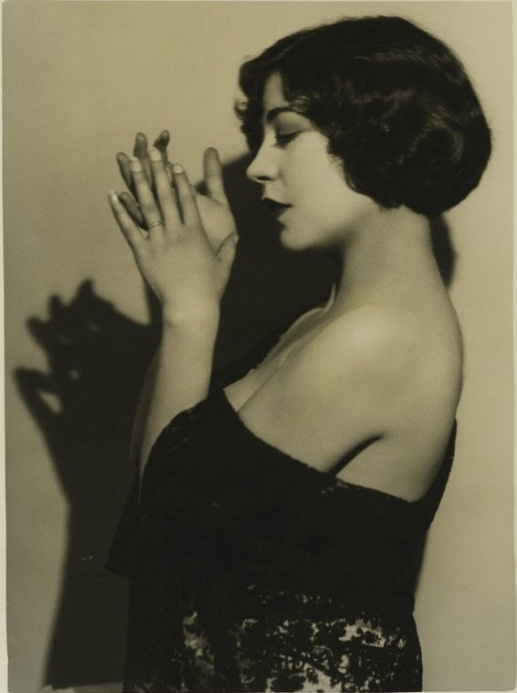
Renée Adorée
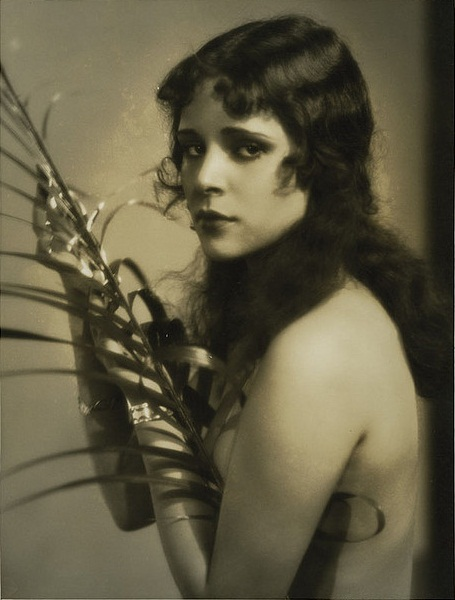
Dorothy Janis
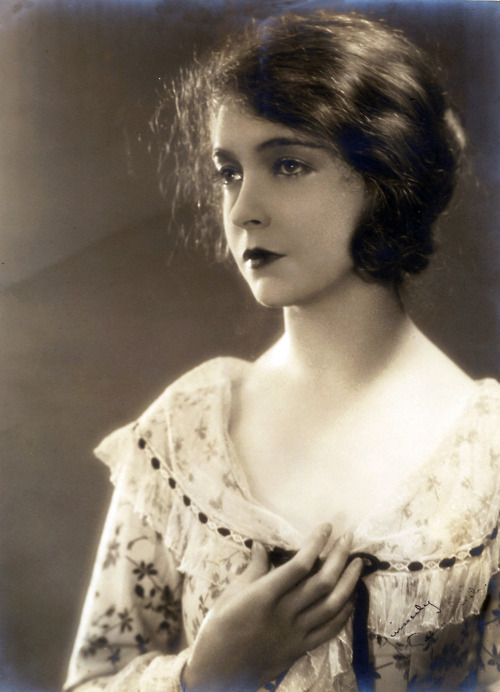
Lillian Gish
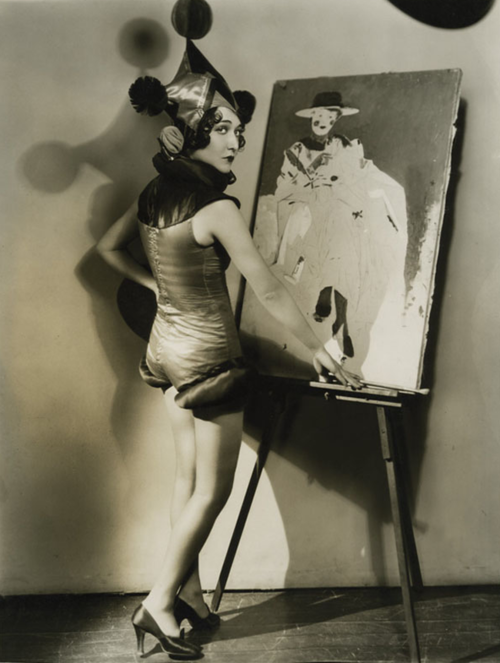
Dorothy Sebastian

## Source de la traduction
- (en) Cet article est partiellement ou en totalité issu de l’article de Wikipédia en anglais intitulé « Ruth Harriet Louise » (voir la liste des auteurs).